# Hall Caine

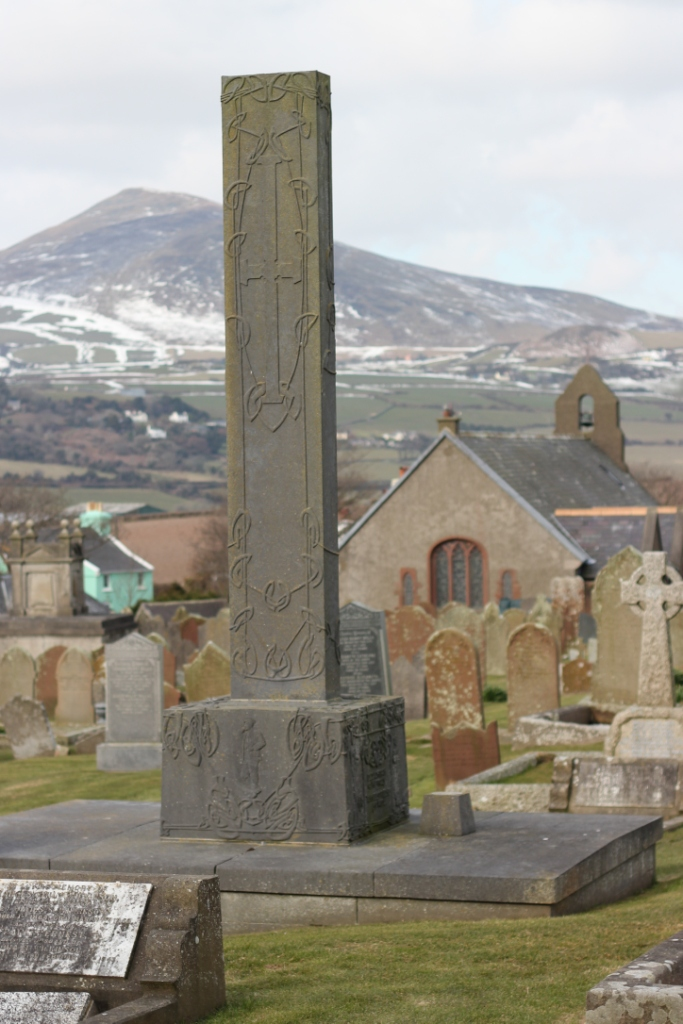
Hall Caines gravvård i Maughold på Isle of Man, utformad av Archibald Knox.

Sir Thomas Henry Hall Caine, mer känd som Hall Caine, född 14 maj 1853 i Runcorn i Cheshire, död 31 augusti 1931 på Greeba Castle på Isle of Man, var en brittisk författare.

## Biografi
Caine växte upp på ön Isle of Man, utbildades till arkitekt och verkade som sådan i Liverpool, varpå han kom till London och ägnade sig åt journalistik. Caine var god vän med Dante Gabriel Rossetti, och utgav 1881 Recollection of Rossetti och började därefter skriva romaner, vilket han fortsatte med fram till slutet av sitt liv. Redan med de två första, The shadow of a crime 1885 (Skuggan av ett brott 1898, översättare okänd), och A son of Hagar 1887, (Hagars son 1898, översättare okänd), gjorde han en stor försäljningssuccé, men bedömdes inte lika välvilligt av kritiken. Sårad av recensionerna, bestämde han sig för att utnämna läsarna till sina enda domare för sitt fortsatte sitt författarskap med en rad romaner i sensationell och melodramatisk stil såsom romanerna The Deemster 1887 (Ett lifs historia översättning Mauritz Boheman 1898), The Bondman 1890 (Röde Jason översättning Hildegard Tamm 1899), The Manxman 1894 (Manxmannen, översättning Hanny Flygare, 1898). Bland hans senare arbeten märks The eternal city 1901 (Den eviga staden översättning G-e 1901), The prodigal son 1904 (Den förlorade sonen översättning Louise Arosenius 1904), och The woman Thou gavest me 1913 (Kvinnan som du gav mig översättning Mathilda Drangel 1913).